# Tadeusz Dróżdż
Tadeusz Dróżdż (ur. 3 sierpnia 1940 w Tychowie Starym, zm. 13 października 2017 w Starachowicach) – polski lekarz pediatra, kawaler Orderu Uśmiechu.

## Życiorys
Urodził się w Tychowie Starym w gminie Mirzec w województwie świętokrzyskim. W 1965 ukończył studia na Wydziale Lekarskim Akademii Medycznej w Warszawie i rozpoczął staż w Białej Podlaskiej. Powołany na dwa lata do wojska, gdzie służył w stopniu porucznika. Po zakończeniu służby pracował w szpitalu w Nowym Dworze Mazowieckim, następnie w przychodni rejonowej w Legionowie.
W 1972 rozpoczął pracę w przychodni przy ul. Jankowskiej 2 na warszawskim Rakowcu, gdzie pracował do 2000 roku, a następnie w placówkach medycyny rodzinnej przy ul. Żwirki i Wigury oraz Mlądzkiej (na Grochowie).
W 1995 decyzją Kapituły został odznaczony Orderem Uśmiechu, o czym tak wypowiadał się w jednym z wywiadów: Fakt, że zostałem laureatem Orderu Uśmiechu, stanowi dla mnie najwyższe wyróżnienie. Cóż może być większą satysfakcją niż dziecięcy uśmiech i wdzięczność?
W 2013 w wieku 73 lat powrócił do rodzinnego Tychowa, gdzie udzielał się w zespołach folklorystycznych, był inicjatorem remontu zabytkowej przydrożnej kapliczki i wciąż pomagał młodym pacjentom jako lekarz. Swój Order Uśmiechu ofiarował jako wotum kościołowi św. Leonarda w Mircu.
Zmarł w wieku 77 lat w starachowickim szpitalu, po przegranej walce z choroba nowotworową. Pochowany na Starym Cmentarzu w Mircu.

## Wyróżnienia
- 1995 - Order Uśmiechu[2]
- 1997 - tytuł Przyjaciel Dzieci nadawany przez TPD
- 2001 - Nagroda dla Dobra Wspólnego, przyznawana przez warszawską dzielnicę Ochota

## Upamiętnienie
16 czerwca 2018 został odsłonięty kamień pamiątkowy na skwerze przy ul. Mołdawskiej 4 w Warszawie, noszącym od tego momentu imię "Skwer Słoneczny dr Tadeusza Dróżdża". W uroczystości udział wzięli przedstawiciele władz dzielnicy Ochota, prezes WSM Ochota, działacze samorządowi oraz licznie zgromadzeni byli pacjenci, mieszkańcy Rakowca i przyjaciele doktora.